# Raggio classico dell'elettrone
Il raggio classico dell'elettrone, detto anche raggio di Compton o raggio di Lorentz, è una costante fisica data da
{\displaystyle r_{\mathrm {e} }={\frac {1}{4\pi \varepsilon _{0}}}{\frac {e^{2}}{m_{\mathrm {e} }c^{2}}}=2,8179403267(27)\times 10^{-15}\mathrm {m} }
dove {\displaystyle e} è la carica elettrica dell'elettrone, {\displaystyle m_{\mathrm {e} }} la  massa dell'elettrone, {\displaystyle c} la  velocità della luce, e {\displaystyle \varepsilon _{0}} la costante dielettrica del vuoto.
Questa costante è ricavata considerando l'elettrone in una teoria classica (cioè non descritto dalla meccanica quantistica) e relativistica. In particolare, supponendo che l'elettrone sia una sfera di raggio {\displaystyle r_{\mathrm {e} }}, la sua energia elettrostatica è dell'ordine di 
{\displaystyle E={\frac {e^{2}}{4\pi \varepsilon _{0}r_{\mathrm {e} }}}}
mentre dal punto di vista relativistico l'energia a riposo è 
{\displaystyle E=m_{\mathrm {e} }c^{2}.}
Uguagliando queste due espressioni si trova il valore di {\displaystyle r_{\mathrm {e} }}.